# قلعة لو
قلعة لو هي قرية في مقاطعة كليبر، إيران. عدد سكان هذه القرية هو 38 في سنة 2006.